# اورولیمس
اِوِرولیمِس یا اِوِرولیمُس (انگلیسی: Everolimus; ‎/ˌɛvəˈroʊləməs/‎) یک مشتقِ ۴۰-او-(۲-هیدروکسی‌اتیل) از دارویِ «سیرولیمس» است که همانند آن، مهارکنندهٔ «mTOR» است.
در حالِ حاضر، این دارو به‌عنوان یک سرکوب‌گرِ سیستم ایمنی بدن، جهت جلوگیری از «ردِ پیوندها» و همچنین درمانِ سرطانِ کلیه و برخی تومورهای دیگر بکار می‌رود. پژوهش‌های گسترده‌ای بر روی این دارو و هم‌خانواده‌هایش جهت انجام «درمانِ هدفمندِ» برخی سرطان‌ها انجام شده است.
این دارو متعلق به شرکتِ دارویی نوارتیسِ سوئیس است و تحت نام‌های «زُرتِــرِس» (در آمریکا) و «سِـرتیکان» (در اروپا و سایر کشورهای دنیا) در مواردِ ردِ پیوند، فروخته می‌شود. در زمینهٔ درمانِ سرطان هم، این دارو با نام‌هایی همچون «اَفی‌نیتور» و «وُتوبیا» در بازار موجود است.
شرکت دارویی «بیوکان» هم این دارو را با نام «اِوِرتور» تولید کرده است.

## موارد مصرفِ تصویب‌شده
- سرطان پیشرفتهٔ کلیه (تصویب‌شده در مارس ۲۰۰۹ توسط اف‌دی‌اِی)[۲]
- جلوگیری از ردِ پیوندِ کلیه (تصویب‌شده در آوریل ۲۰۱۰ توسط اف‌دی‌اِی)[۳]
- آستروسایتومای ساب‌اپاندیمال جاینت سِل مرتبط با «توبروز اسکلروزیس» در افرادی که شرایط جراحی ندارند. (تصویب‌شده در اکتبر ۲۰۱۰ توسط اف‌دی‌اِی)[۴]
- تومورهای نورواندوکرینیِ پیشرونده یا متاستاتیک در لوزالمعده که توسط جراحی قابل برداشت نیستند. (تصویب‌شده در مِی ۲۰۱۰ توسط اف‌دی‌اِی)[۵]
- سرطان پستان در زنان یائسه که گیرنده‌های هورمونی‌شان مثبت بوده و گیرندهٔ HER2 درآنها موجود نباشد؛ در ترکیب با دارویِ «اِکسی‌مِستین» (exemestane) (تصویب‌شده در ژوئیه ۲۰۱۲ توسط اف‌دی‌اِی)[۶]
- جلوگیری از ردِ پیوند کبد (تصویب‌شده در فوریه ۲۰۱۳ توسط اف‌دی‌اِی)
- تومورهای نوروراندوکرین غیرفعال، تمایزیافته و پیشرونده‌ای که از دستگاه گوارش یا ریه‌ها نشأت گرفته باشند و قابل جراحی نباشند و موضعی یا متاستاتیک باشند. (تصویب‌شده در فوریه ۲۰۱۶ توسط اف‌دی‌اِی)[۷]

## عوارض
عوارض دارو بستگی به دوزِ دارو، مدتِ مصرف و بیماری زمینه‌ای فرد دارد.
موارد شایع آن شاملِ زخم‌های دهان، احتمال عفونت، اسهال، ادم محیطی، خستگی و راش پوستی است. (احتمالِ همگی در حدود ۳۰٪ یا بیشتر). شایعترین عوارض آزمایشگاهی هم، کم‌خونی، بالارفتن کلسترول خون، کاهش لنفوسیت‌های خون، بالارفتن آنزیم آسپارتات ترانس‌آمیناز (AST) کبد و بالارفتن قندِ خون ناشتاست. (احتمالِ همگی در حدود ۵۰٪ یا بیشتر)

## پیوند قلب
این دارو ممکن است در «پیوند قلب» هم کمک‌کننده باشد، چرا که احتمالِ واسکولوپاتی‌های مزمن آلوگرافت (التهاب‌های عروقی) را در چنین پیوندهایی کاهش می‌دهد. این دارو اثرات مشابهی چون داروی «سیرولیمس» در پیوند کلیه و سایر احشاء دارد.

## جلوگیری از پیری
در برخی مدل‌های آزمایشگاهی همچون موش، مهارِ گیرنده‌های «mTOR» عمر سلولی را افزایش داده است و بدین ترتیب، گمان بر آن است که مهارِ گیرنده‌های «mTOR» می‌تواند در جلوگیری از پیری مؤثر باشد. در یک کارآزمایی بالینی که اخیراً توسط شرکت دارویی نوارتیس انجام شد، استفادهٔ کوتاه مدت از این دارو، پاسخدهی بدن سالمندان به واکسن آنفلوآنزا را افزایش داد. درمان با اِوِرولیمس در موش‌ها در مقایسه با «سیرولیمس» عوارض متابولیک کمتری هم داشته است.